# Centaurea eriophora
Centaurea eriophora (лат.) — вид однолетних травянистых растений рода василёк (Centaurea) семейства астровые (Asteraceae).
Прямые стебли растения достигают 15 — 70 см в высоту. Цветки жёлтые. Период цветения: апрель.
Произрастает на лугах в Израиле, Испании (в том числе на Канарских островах), южной Португалии, Алжире, Марокко, Тунисе.